# Allée Alexandre-Vialatte
L'allée Alexandre-Vialatte est une voie du 13e arrondissement de Paris, en France.

## Description

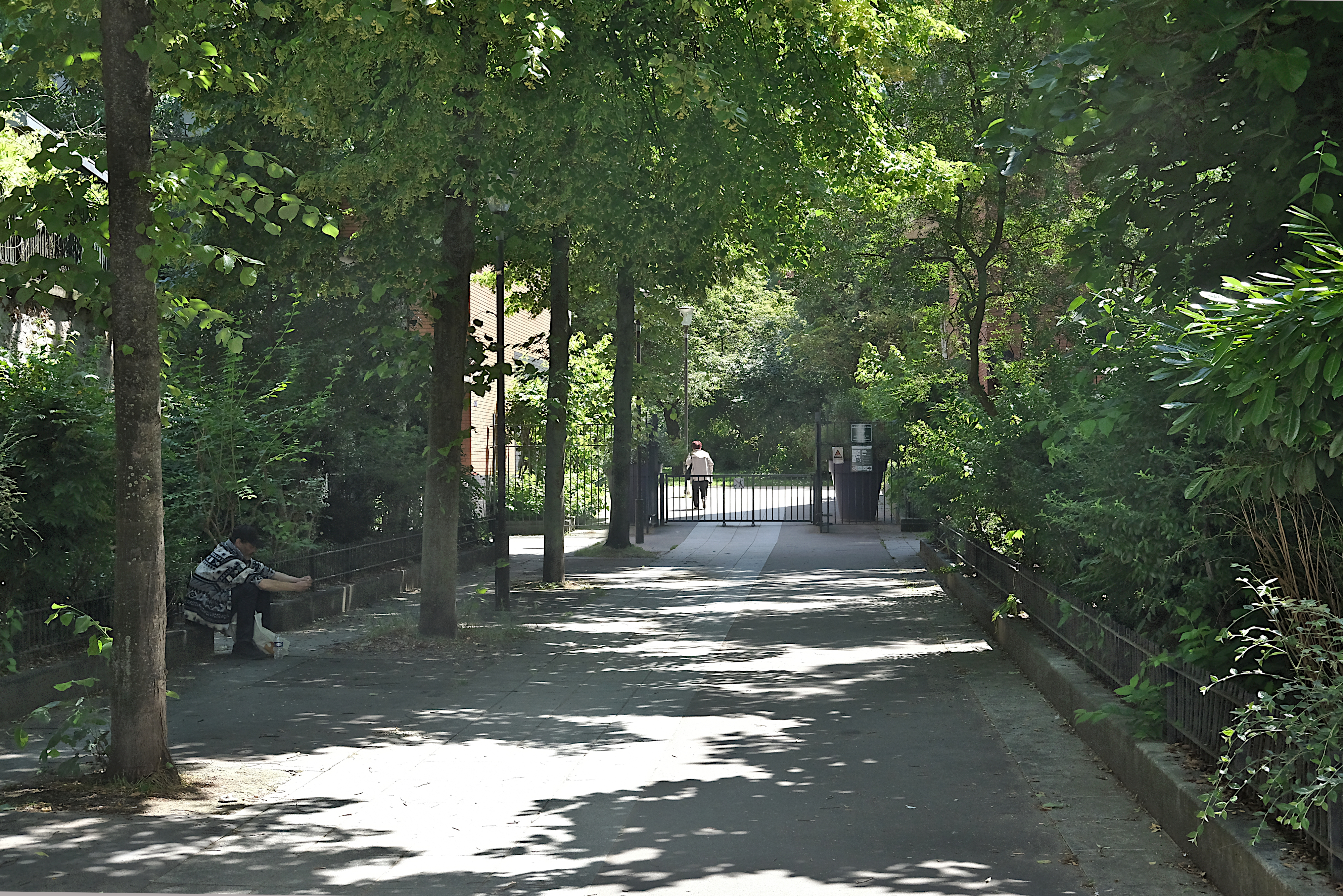
L'allée Alexandre-Vialatte en 2024.

L'allée Alexandre-Vialatte est une voie publique située dans le 13e arrondissement de Paris. Elle débute au 11, rue du Tage et se termine en impasse sur le jardin du Moulin-de-la-Pointe, où elle rejoint la rue André-Pieyre-de-Mandiargues selon la nomenclature de la Ville de Paris.

## Origine du nom
L'allée rend hommage à l'écrivain, traducteur et critique littéraire Alexandre Vialatte (1901-1971).

## Historique
Précédemment dénommée DA/13, la rue a été créée dans le cadre de l'aménagement de la Zac Tage-Kellermann. Elle a reçu son nom par un arrêté du 24 novembre 2000.